# Murasoli Maran
Murasoli Maran (idioma tamil: முரசொலி மாறன்) (17 de agosto de 1934 – 23 de noviembre de 2003) fue un prominente político tamil en la India y un líder importante del partido Dravida Munnetra Kazhagam (DMK) encabezada por su tío materno y su mentor, Muthuvel Karunanidhi. 
Fue miembro del Parlamento durante 36 años, nombrado  ministro en tres diferentes gobiernos centrales: a cargo del Desarrollo Urbano en el gobierno de V.P. Singh, Industria en el gobierno de Gowda y Gujral y finalmente Comercio e Industria con Vajpayee.
Aparte de ser un político, Maran fue también periodista y guionista de películas.
Estuvo casado con Mallika Maran y tuvo tres hijos:  Kalanidhi Maran, Dayanidhi Maran y Anbukarasi Maran.